# Jacopo Fo
Jacopo Fo (Roma, 31 de março de 1955) é um escritor, ator, cartunista, diretor e ativista cultural italiano. É filho de Franca Rame e de Dario Fo, Nobel de Literatura.

## Obras
- Enciclopédia universal
- Operação Paz
- Dois mil anos de crimes em nome de Jesus
- O grande golpe das pirâmides
- O livro negro do cristianismo (juntamente com Laura Malucelli e Sergio Tomat)